# Best Seller (film)
Best Seller è un film del 1987 diretto da John Flynn.

## Trama
Dennis Meechum è un poliziotto ormai vicino alla pensione. Ha scritto un romanzo giallo su un caso nel quale era rimasto coinvolto anni prima e che non è mai stato risolto. Accidentalmente, si imbatte in un tale che durante un'azione gli salva la vita. L'uomo, di nome Cleve, è uno spietato killer a conoscenza dei segreti del caso insoluto e convince Dennis a scrivere un nuovo libro.